# Teri Garr
Teri Garr (n. 11 decembrie 1944, Los Angeles, California, SUA – d. 29 octombrie 2024, Los Angeles, California, SUA) a fost o actriță americană.

## Filmografie selectivă
- 1963 Veselie la Acapulco (Fun in Acapulco), regia Richard Thorpe : backup dancer
- 1964 Dragoste la Las Vegas (Viva Las Vegas), regia George Sidney : backup dancer
- 1964 Kissin' Cousins, regia Gene Nelson : backup dancer
- 1964 What a Way to Go! : backup dancer
- 1964 Parcul de distracții (Roustabout), regia John Rich
- 1964 Pajama Party : backup dancer
- 1964 T.A.M.I. Show : backup dancer
- 1965 John Goldfarb, Please Come Home
- 1965 Red Line 7000
- 1965 O fată fericită (Girl Happy), regia Boris Segal : backup dancer
- 1967 Clambake : backup dancer
- 1968 Head - primul ei rol vorbit
- 1969 Changes

- 1970 The Moonshine War
- 1974 Conversația (The Conversation), regia Francis Ford Coppola
- Young Frankenstein (1974)
- Won Ton Ton, the Dog Who Saved Hollywood (1976)
- Oh, God! (1977)
- Close Encounters of the Third Kind (1977)
- Mr. Mike's Mondo Video (1979)
- The Black Stallion (1979)

- Witches' Brew (1980)
- Honky Tonk Freeway (1981)
- One from the Heart (1982)
- The Escape Artist (1982)
- Tootsie (1982)
- The Sting II (1983)
- The Black Stallion Returns (1983)
- Mr. Mom (1983)
- The Winter of Our Discontent (1983)
- Firstborn (1984)
- After Hours (1985)
- Miracles (1986)
- Full Moon in Blue Water (1988)
- Out Cold (1989)
- Let It Ride (1989)

- Short Time (1990)
- The Player (1992)
- Mom and Dad Save the World (1992)
- Pack of Lies ([VHS released 1993])
- Dumb and Dumber (1994)
- Ready to Wear (1994)
- Perfect Alibi (1995)
- Michael (1996)
- A Simple Wish (1997)
- Dick (1999)
- The Sky Is Falling (2000)
- Ghost World (2001)
- Life Without Dick (2002)
- Unaccompanied Minors (2006)
- Expired (2007)
- Kabluey (2007)

### Scurtmetraje
- 1966 Where Is the Bus?
- 1977 The Absent-Minded Waiter
- 1979 Java Junkie, shown on Saturday Night Live
- 1994 Save the Rabbits
- 2007 God Out the Window

### Televiziune
| - Mr. Novak (1 episod, 1964) - Dr. Kildare (1 episod, 1965) - Batman (7 episoade, nem., 1966) - That Girl (1 episod, 1967) - The Andy Griffith Show (1 episod, 1968) - Star Trek ("Assignment: Earth", 1968) - Mayberry R.F.D. (1 episod, 1968) - The Mothers-In-Law (1 episod, 1969) - It Takes a Thief (2 episoade, 1969) - Room 222 (1 episod, 1969) - The Sonny and Cher Comedy Hour (13 episoade, 1971–72) - Banyon (1 episod, 1972) - The New Dick Van Dyke Show (1 episod, 1973) - The Burns and Schreiber Comedy Hour (1973) - The Girl with Something Extra (4 episoade, 1973–74) - The Bob Newhart Show (2 episoade, 1973–1974) - McCloud (5 episoade, 1973–75) - M*A*S*H (2 episoade, 1973–78) - The Odd Couple (1 episod, 1974) - Paul Sand in Friends and Lovers (1 episod, 1974) - Barnaby Jones (1 episod, 1974) - Maude (1 episod, 1975) - Cher (1 episod, 1975) - The Sonny and Cher Show (1976–77) - Law and Order (1976) - Once Upon a Brothers Grimm (1977) - Hunter (1 episod, 1977) - Saturday Night Live (1 episod, 1979) - Doctor Franken (1980) - Faerie Tale Theatre (1 episod, 1982) - Prime Suspect (1982) - Hallmark Hall of Fame (2 episoade, 1983–87) - To Catch a King (1984) - The New Show (1 episod, 1984) - Fresno (1986) - Intimate Strangers (1986) - Trying Times (1 episod, 1987) - Paul Reiser Out on a Whim (1987) - Teri Garr in Flapjack Floozie (1988) - Martin Mull Live from North Ridgeville, Ohio (1988) - A Quiet Little Neighborhood, a Perfect Little Murder (1990) - Goose Rock 'n' Rhyme (1990) | - Stranger in the Family (1991) - Good & Evil (1991) - Tales from the Crypt (1 episod, 1991) - Adventures in Wonderland (1991) - Dream On (1 episod, 1992) - Deliver Them from Evil: The Taking of Alta View (1992) - Fugitive Nights: Danger in the Desert (1993) - The General Motors Playwrights Theater (1 episod, 1993) - Good Advice (1993) (1994) - Duckman: Private Dick/Family Man (1 episod, 1994) - Aliens for Breakfast (1994) - Frasier (1 episod, 1995) - Shining Time Station Specials (1 episod, 1995) - Women of the House (12 episoade, 1995) - Men Behaving Badly (1 episod, 1996) - Double Jeopardy (1996) - Sabrina, the Teenage Witch (1 episod, 1997) - NightScream (1997) - Ronnie & Julie (1997) - Murder Live! (1997) - Friends (3 episoade, 1997–98) - Casper Meets Wendy (1998) - Sin City Spectacular (1 episod, 1998 or 1999) - Batman Beyond: The Movie (1999) (voce) - Chicken Soup for the Soul (1999) - Dr. Katz, Professional Therapist (1 episod, 1999) (voce, rolul ei) - ER (1 episod, 1999) - Half a Dozen Babies (1999) - Batman Beyond (8 episoade, 1999–2000) - King of the Hill (1 episod, 2000) - Felicity (1 episod, 2001) - A Colder Kind of Death (2001) - Strong Medicine (1 episod, 2001) - What's New, Scooby-Doo? (1 episod, 2003) - Life with Bonnie (1 episod, 2003) - Greetings from Tucson (1 episod, 2003) - Law & Order: Special Victims Unit (1 episod, 2005) - Crumbs (1 episod, 2006) |